# Пятнистые орляки
Пятнистые орляки (лат. Aetobatus) — род хрящевых рыб отряда хвостоколообразных надотряда скатов. Они обитают во всех тропических и субтропических морях. Встречаются как поодиночке, так и стаями.
Название рода происходит от слова др.-греч. αετός — «орёл» и лат. batis — «скат».
Размножение происходит путём яйцеживорождения. Это довольно крупные рыбы, ширина диска достигает 2,5 м. Грудные плавники срастаются с головой, образуя ромбовидный диск. Характерная форма плоского рыла, образованного сросшимися передними краями грудных плавников, напоминает утиный нос. Тонкий хвост намного длиннее диска. На хвосте имеется несколько ядовитых шипов. Позади глаз находятся брызгальца. На вентральной стороне диска расположены ноздри, рот и 5 пар жаберных щелей.

## Классификация
К роду в настоящее время относят 5 видов:
- Aetobatus flagellum (Bloch & J. G. Schneider, 1801
- Aetobatus narinari (Euphrasén, 1790) — Обыкновенный пятнистый орляк
- Aetobatus narutobiei W. T. White, Furumitsu, A. Yamaguchi, 2013
- Aetobatus ocellatus (Kuhl, 1823)

† Aetobatus poeyi Fernandez de Castro, 1871